# Госпитальная площадь
Госпита́льная пло́щадь — площадь на востоке Москвы на границе Басманного района и Лефортово между Госпитальным Валом и Солдатской улицей. Здесь расположен Главный военный клинический госпиталь имени Н. Н. Бурденко.

## История
Название XVIII века по старейшему в Москве медицинскому учреждению — «Военной гошпитали», основанной в 1707 году по указу Петра I на средства Монастырского приказа «для лечения болящих людей» (ныне здесь располагается Главный военный госпиталь им. Бурденко). Одновременно здесь была основана и Госпитальная школа для подготовки лекарей, главным образом военных.

## Описание
Площадь расположена у южного угла Военного госпиталя им. Бурденко. На неё выходят Госпитальная улица (с северо-запада), улица Госпитальный Вал (с северо-востока) и Солдатская улица (с юго-востока). На западе площади расположен Лефортовский парк.

## Здания и сооружения
По нечётной стороне:

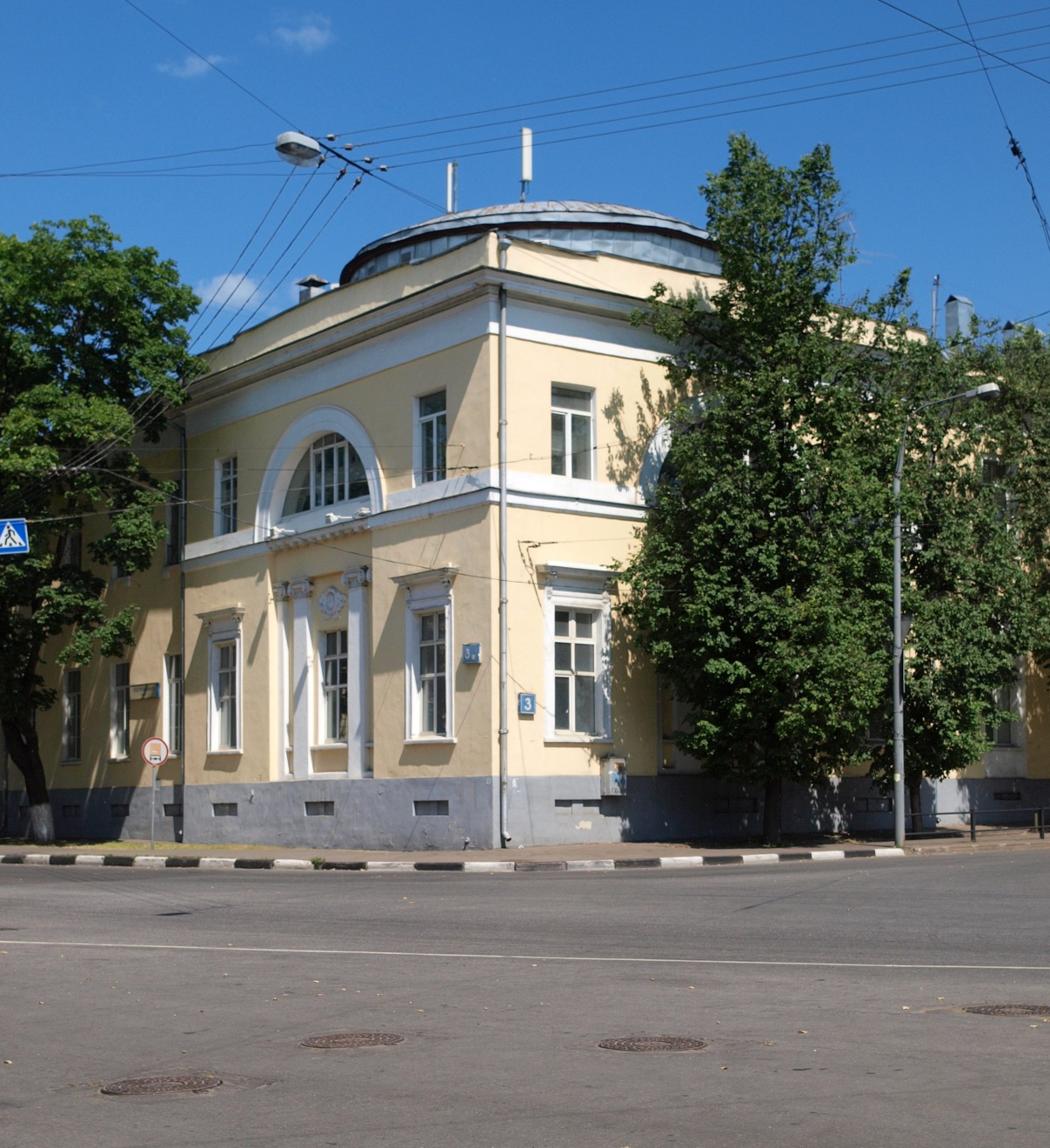
№ 3. Главный военный клинический госпиталь имени Н. Н. Бурденко

- № 3 — Главный военный клинический госпиталь имени Н. Н. Бурденко; Медицинский колледж Государственного института усовершенствования врачей Министерства обороны РФ; Центральная патологоанатомическая лаборатория Министерства обороны РФ; отделение связи № 229-Е-105229 (недоставочное).

По чётной стороне:
- № 2 — Клиническая больница № 29 им. Н. Э. Баумана;
- № 2, корпус 3 — Республиканский центр атеросклероза при НИИ физико-химической медицины (в ГКБ № 29);
- № 2, строение 1 — усадьба Н. Б. Шаховской (1820-е годы).

## Транспорт
- По площади проходит автобусный маршрут № 440
- До 1986 года по площади и далее по Госпитальной улице проходила трамвайная линия (маршруты № 43 и № 50), которую предполагалось ликвидировать на время строительства Третьего транспортного кольца. Власти Москвы неоднократно заявляли о планах восстановления трамвайного движения по маршруту от станции метро «Бауманская» до Госпитальной площади[1][2][3].